# Aleurolobus orientalis
Aleurolobus orientalis là một loài côn trùng cánh nửa trong họ Aleyrodidae, phân họ Aleyrodinae.
Aleurolobus orientalis được David & Jesudasan miêu tả khoa học đầu tiên năm 1988.